# Franz Xaver Murschhauser
Franz Xaver Anton Murschhauser est un compositeur allemand de musique baroque, baptisé à Saverne (en Alsace ) le 1er juillet 1663 et décédé le 6 janvier 1738 à Munich.
Il est à Munich dès 1676, y fait ses études musicales (violon et trombone) auprès du Cantor Siegmund Auer puis chez Johann Kaspar Kerll et devient en 1691 organiste de la cathédrale de Munich, poste qu'il occupera jusqu'à sa mort. Il se maria en 1691 et eut quatre enfants de son épouse Maria Oberhofer.

## Œuvres
Son premier recueil publié en 1696 est destiné principalement à l'orgue : Octi-tonium novum organicum, octo tonis ecclesiasticis, ad Psalmos, & magnificat, adhiberi solitis, respondens: Ex diversis Musici Artificij fontibus derivatum, cum Appendice nonnullarum Inventionum, ac Imitationum pro Tempore Natalis Domini. Accedit ad Calcem una Partia Genialis Styli moderni. Authore Francisco Xav: Ant: Murshhauser. Opus primum. MDCXCVI. 9 séries de verserts pour le Magnificat; mais aussi des variations et une suite pour clavecin.
On lui doit aussi : 
- Vespertinus latriæ et hyperduliæ cultus, Ulm (1700)
- Prototypon longo-breve organicum - Fugas et Praeambula, Nuremberg (1703)
- Operis Organici Tripartiti Pars Secunda, op. 7 (1714)

## Discographie
- Prorotypon Longo-Breve Organicum - Léon Berben (Orgue Balthasar König de Beilstein) - 1 CD AEOLUS 2003 (OCLC 909679784)